# Bryan County (Georgia)
Das Bryan County ist ein County im Bundesstaat Georgia der Vereinigten Staaten. Der Verwaltungssitz (County Seat) ist Pembroke.

## Geographie
Das County liegt zwischen dem Ogeechee River im Osten und dem Midway River im Westen im Südosten von Georgia, grenzt mit der südöstlichen Spitze an den Atlantik und ist im Nordosten etwa 50 km von dem US-Bundesstaat South Carolina entfernt. Es hat eine Fläche von 1177 Quadratkilometern, wovon 33 Quadratkilometer Wasseroberfläche sind und grenzt im Uhrzeigersinn an folgende Countys: Effingham County, Chatham County, Liberty County, Evans County und Bulloch County.
Das County ist Teil der Metropolregion Savannah.

## Geschichte
Das County wurde am 19. Dezember 1793 als 16. County in Georgia gebildet. Benannt wurde es nach Jonathan Bryan, einem Partisanen während der amerikanischen Revolution. Der erste Sitz der Verwaltung war Hardwick. 1860 wurde dies Eden und 1901 die Stadt Clyde. 1937 wurde es dann Pembroke. Das erste Gerichtsgebäude, damals noch aus Holz, wurde 1854 erbaut.

## Kultur und Sehenswürdigkeiten

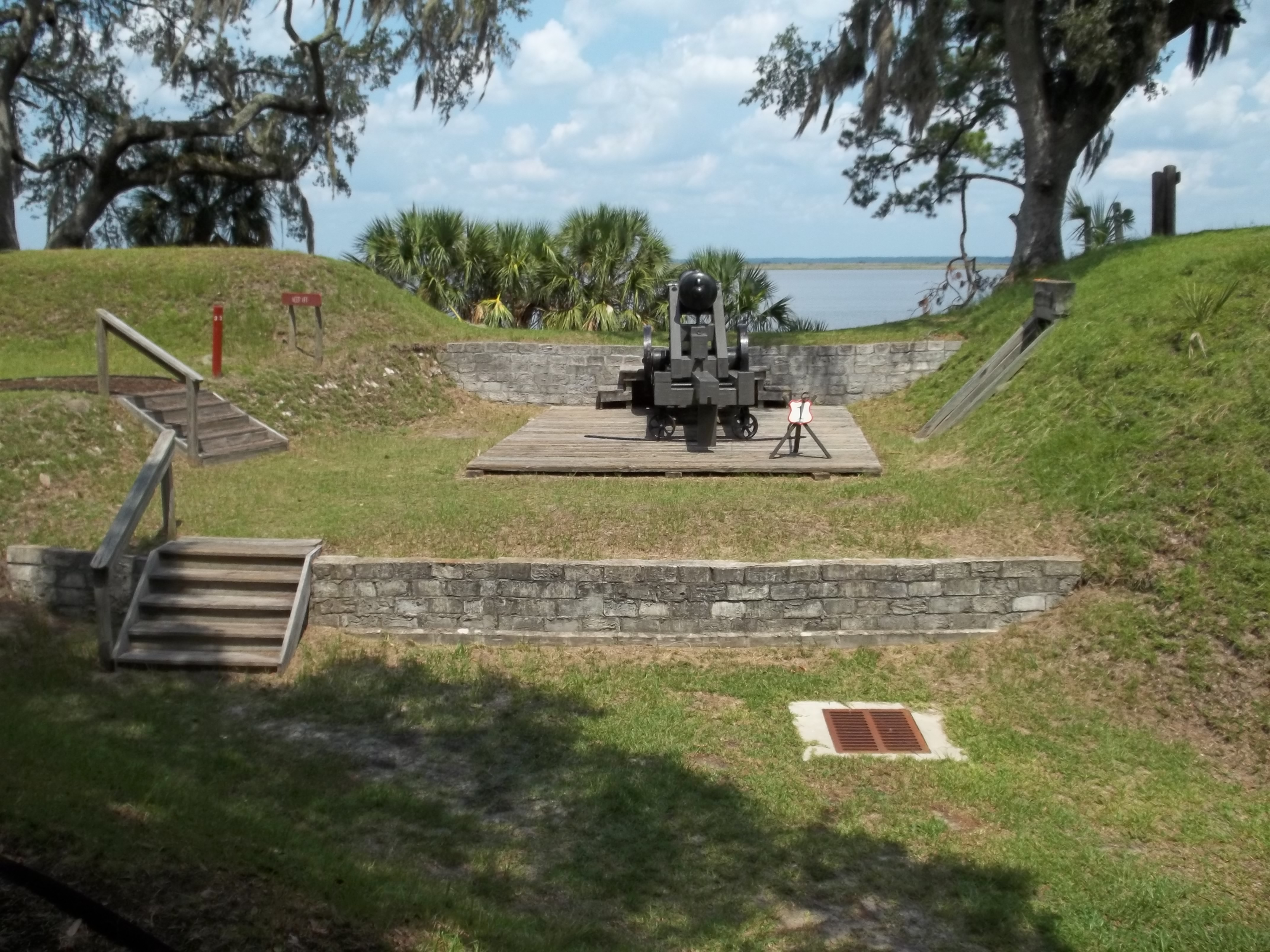
Fort McAllister (2011). Das Fort, Schauplatz zweier Gefechte im Sezessionskrieg, wurde im Mai 1970 erstes Objekt im County in das NRHP eingetragen.

Im Süden des County, im jetzigen Fort McAllister Historic State Park, befindet sich das Fort McAllister aus Zeiten des amerikanischen Bürgerkriegs, das von General William Sherman bei seinem Marsch bis zum Atlantik eingenommen wurde. Ebenfalls von Interesse ist das Civil War Museum im Pembroke.
Zehn Bauwerke, Stätten und Historic Districts („historische Bezirke“) im Bryan County sind im National Register of Historic Places („Nationales Verzeichnis historischer Orte“; NRHP) eingetragen (Stand 24. Juli 2023), neben dem Gerichts- und Verwaltungsgebäude und Fort McAllister sind dies unter anderem eine Kirche und eine ehemalige Plantage.

## Demografische Daten
Laut der Volkszählung von 2010 verteilten sich die damaligen 30.233 Einwohner auf 10.738 bewohnte Haushalte, was einen Schnitt von 2,81 Personen pro Haushalt ergibt. Insgesamt bestehen 11.842 Haushalte.
78,8 % der Haushalte waren Familienhaushalte (bestehend aus verheirateten Paaren mit oder ohne Nachkommen bzw. einem Elternteil mit Nachkomme) mit einer durchschnittlichen Größe von 3,17 Personen. In 44,6 % aller Haushalte lebten Kinder unter 18 Jahren sowie in 18,6 % aller Haushalte Personen mit mindestens 65 Jahren.
31,9 % der Bevölkerung waren jünger als 20 Jahre, 24,5 % waren 20 bis 39 Jahre alt, 29,6 % waren 40 bis 59 Jahre alt und 14,0 % waren mindestens 60 Jahre alt. Das mittlere Alter betrug 36 Jahre. 49,1 % der Bevölkerung waren männlich und 50,9 % weiblich.
80,2 % der Bevölkerung bezeichneten sich als Weiße, 14,2 % als Afroamerikaner, 0,3 % als Indianer und 1,6 % als Asian Americans. 1,2 % gaben die Angehörigkeit zu einer anderen Ethnie und 2,5 % zu mehreren Ethnien an. 4,4 % der Bevölkerung bestand aus Hispanics oder Latinos.
Das durchschnittliche Jahreseinkommen pro Haushalt lag bei 65.123 USD, dabei lebten 12,6 % der Bevölkerung unter der Armutsgrenze.

## Orte im Bryan County
Orte im Bryan County mit Einwohnerzahlen der Volkszählung von 2010:
Cities:
- Richmond Hill – 9.281 Einwohner
- Pembroke (County Seat) – 2.196 Einwohner